# Allium winklerianum
Allium winklerianum är en amaryllisväxtart som beskrevs av Eduard August von Regel. Allium winklerianum ingår i släktet lökar, och familjen amaryllisväxter. Inga underarter finns listade i Catalogue of Life.